# 은유출판
은유출판은 외국 소설을 번역해 출판하는 출판사이다. 회사의 이름은 초대 대표 이사이자 회장 김찬유의 끝 부분 '유'를 따고, 자신의 동생 이름 "김은아"에서 '은'을 따서 은유출판이 된 것이다. 대표 번역작으로는 《빨강머리 앤》이 있다.
현재 김찬유의 성별은 남자, 김은아의 성별은 여자로 알려져 있다.

## 개요
은유출판은 2014년 김찬유가 설립했다.
설립하고 10일 뒤 수학교육학습지를 교육부에 갖다주었는데, 이대로 교육출판사가 되는지 싶었지만 나중에 번역한 외국소설을 연속해서 출판해 문학출판사가 되었다.
2016년 말기까지 서울 은평구 불광동, 2017년에 갈현동으로 본사를 옮겼다. 지금까지 은유출판의 본사건물은
한번도 화재가 난적이 없다.

## 대표 번역작
- 《빨강머리 앤》
- 《걸리버 여행기》
- 《꿀벌 마야의 모험》